# Lijst van voetbalinterlands Kazachstan - Letland
Deze lijst van voetbalinterlands is een overzicht van alle officiële voetbalwedstrijden tussen de nationale teams van Kazachstan en Letland. De voormalige Sovjet-republieken speelden tot op heden zeven keer tegen elkaar, te beginnen met een vriendschappelijke wedstrijd op 17 april 2001 in Riga. Het laatste duel, een groepswedstrijd tijdens de UEFA Nations League 2018/19, werd gespeeld in Astana op 15 november 2018.

## Wedstrijden
| № | Plaats  | Datum            | Competitie                  | Wedstrijd            | Uitslag |
| - | ------- | ---------------- | --------------------------- | -------------------- | ------- |
| 1 | Riga    | 17 april 2002    | Vriendschappelijk           | Letland – Kazachstan | 2 – 1   |
| 2 | Larnaca | 18 februari 2004 | Vriendschappelijk           | Kazachstan – Letland | 1 – 3   |
| 3 | Antalya | 29 februari 2012 | Vriendschappelijk           | Letland – Kazachstan | 0 – 0   |
| 4 | Astana  | 8 september 2014 | EK 2016 kwalificatie        | Kazachstan − Letland | 0 − 0   |
| 5 | Riga    | 13 oktober 2015  | EK 2016 kwalificatie        | Letland − Kazachstan | 0 − 1   |
| 6 | Riga    | 13 oktober 2018  | UEFA Nations League 2018/19 | Letland − Kazachstan | 1 − 1   |
| 7 | Astana  | 15 november 2018 | UEFA Nations League 2018/19 | Kazachstan − Letland | 1 − 1   |

## Samenvatting
| Competitie          | Totaal gespeeld | Winst Kazachstan | Gelijk | Winst Letland | Doelsaldo Kazachstan – Letland |
| ------------------- | --------------- | ---------------- | ------ | ------------- | ------------------------------ |
| EK-kwalificatie     | 2               | 1                | 1      | 0             | 1 − 0                          |
| UEFA Nations League | 2               | 0                | 2      | 0             | 2 − 2                          |
| Vriendschappelijk   | 3               | 0                | 1      | 2             | 2 − 5                          |
| Totaal              | 7               | 1                | 4      | 2             | 5 − 7                          |

## Details

### Eerste ontmoeting
| Vriendschappelijk (Riga, Letland, 17 april 2002):  |       |                        |
| Letland                                            | 2 – 1 | Kazachstan             |
| Mihails Zemlinskis 75' (pen.) Andrejs Stolcers 89' | goals | 45' Maksim Schevchenko |

### Tweede ontmoeting
| Vriendschappelijk (Larnaca, Cyprus, 18 februari 2004):                                                                |       |                                                       |
| Kazachstan | 1 – 3 | Letland                                               |
| Yuriy Aksyonov 23' | goals | 40' Marian Pahars 45' Juris Laizāns 56' Juris Laizāns |
| - Debuut van Sergey Boychenk (Kairat), Dmitriy Lyapkin (FC Khimki) en Roman Oezdenov (Dinamo Moskou) voor Kazachstan. |       |                                                       |

### Derde ontmoeting
| Vriendschappelijk (Antalya, Turkije, 29 februari 2012): |       |            |
| Letland                                                 | 0 – 0 | Kazachstan |
|                                                         | goals |            |

### Vierde ontmoeting
| EK-kwalificatie (scheidsrechter Ivan Kružliak, Astana, Kazachstan, 8 september 2014): |              | |
| Kazachstan | 0 – 0        | Letland |
| | goals        | |
| Yuri Krasnozhan | bondscoach   | Marian Pahars |
| Andrey Sidelnikov Samat Smakov Rinat Abdulin Ilya Vorotnikov Yuriy Logvinenko Tanat Nuserbaev 73' Bauyrzhan Dzholchiev Anatoliy Bogdanov Dmitriy Shomko Bauyrzhan Islamkhan 82' Azat Nurgalijev Sergej Chizjnitsjenko | opstellingen | Aleksandrs Koļinko Kaspars Gorkšs Vladislavs Gabovs Nauris Bulvītis Vitālijs Maksimenko 27' Artis Lazdiņš Aleksandrs Fertovs Artūrs Zjuzins Andrejs Kovaļovs Artjoms Rudņevs Valērijs Šabala Oļegs Laizāns |
| Bauyrzhan Dzholchiev 73' Azat Nurgalijev 82' | wissels      | 27' Aleksandrs Fertovs 79' Eduards Višņakovs |
| | gele kaarten | 23' Valērijs Šabala 27' Aleksandrs Fertovs 90+3' Artūrs Zjuzins |

### Vijfde ontmoeting
| EK-kwalificatie (scheidsrechter Steven McLean, Riga, Letland, 13 oktober 2015): |              | |
| Letland | 0 – 1        | Kazachstan |
| | goals        | 65' Islambek Kuat |
| Marian Pahars | bondscoach   | Joeri Krasnozjan |
| Andris Vaņins Kaspars Gorkšs Vladislavs Gabovs Vitālijs Maksimenko Kaspars Dubra Aleksandrs Cauņa 72' Aleksejs Višņakovs 57' Oļegs Laizāns Artūrs Zjuzins 83' Deniss Rakels Valērijs Šabala | opstellingen | Stas Pokatilov Samat Smakov Konstantin Engel Sergey Malyi Gafurzhan Suyumbayev Yuriy Logvinenko 82' Tanat Nuserbaev Dmitriy Shomko 69' Timur Dosmagambetov Islambek Kuat 90+1' Sergej Chizjnitsjenko |
| Artūrs Karašausks 57' Eduards Višņakovs 72' Jānis Ikaunieks 83' | wissels      | 69' Ulan Konysbayev 82' Mark Gurman 90+1' Aleksey Shchetkin |
| Artūrs Karašausks 73' | gele kaarten | 84' Islambek Kuat |

KFF · A-internationals · Bondscoaches · Statistieken · Kazachs vrouwenelftal · Olympisch elftal · Kazachstan U21 · Kazachstan U20 · Kazachstan U19 · Kazachstan U18 · Kazachstan U17
1992 – 1999 · 2000 – 2009 · 2010 – 2019 · 2020 – 2029
1992 · 1993 · 1994 · 1995 · 1996 · 1997 · 1998 · 1999 · 2000 · 2001 · 2002 · 2003 · 2004 · 2005 · 2006 · 2007 · 2008 · 2009 · 2010 · 2011 · 2012 · 2013 · 2014 · 2015 · 2016 · 2017 · 2018 · 2019 · 2020 · 2021 · 2022 · 2023 ·
2024 · 2025
Albanië ·
Andorra ·
Armenië ·
Azerbeidzjan ·
Bahrein ·
België ·
Bosnië en Herzegovina ·
Bulgarije ·
Burkina Faso ·
China ·
Curaçao ·
Cyprus ·
Denemarken ·
Duitsland ·
Engeland ·
Estland ·
Faeröer ·
Finland ·
Frankrijk ·
Georgië ·
Griekenland ·
Hongarije · 
Ierland ·
IJsland ·
Irak ·
Iran ·
Japan ·
Jordanië ·
Kirgizië ·
Koeweit ·
Kroatië ·
Laos ·
Letland ·
Libanon ·
Libië ·
Liechtenstein ·
Litouwen ·
Litouwen ·
Luxemburg ·
Malta ·
Moldavië ·
Montenegro ·
Nederland ·
Nepal ·
Noord-Ierland ·
Noord-Korea ·
Noord-Macedonië ·
Noorwegen ·
Oekraïne ·
Oezbekistan ·
Oman ·
Oostenrijk ·
Pakistan ·
Palestina ·
Polen ·
Portugal ·
Qatar ·
Roemenië ·  
Rusland ·
San Marino ·
Saoedi-Arabië ·
Schotland ·
Servië ·
Singapore ·
Slovenië ·
Slowakije ·
Syrië ·
Tadzjikistan ·
Thailand ·
Tsjechië ·
Turkmenistan ·
Turkije ·
Verenigde Arabische Emiraten ·
Vietnam ·
Wales ·
Wit-Rusland ·
Zuid-Korea ·
Zweden
LFF · A-internationals · Bondscoaches · Statistieken · Lets vrouwenelftal · Olympisch elftal · Letland U21 · Letland U20 · Letland U19 · Letland U18 · Letland U17 · Letland U16
1922 – 1929 ·
1930 – 1940 ·
1950 – 1989 · 
1990 – 1999 ·
2000 – 2009 ·
2010 – 2019 ·
2020 – 2029
EK 1996 · 
EK 2000 · 
EK 2004 · 
EK 2008 · 
EK 2012
WK 1994 · 
WK 1998 · 
WK 2002 · 
WK 2006 · 
WK 2010 · 
WK 2014
OS 1924
1922 · 
1923 · 
1924 · 
1925 · 
1926 · 
1927 · 
1928 · 
1929 · 
1930 · 
1931 · 
1932 · 
1933 · 
1934 · 
1935 · 
1936 · 
1937 · 
1938 · 
1939 · 
1940 · 
1941 · 
1942 · 
1943 · 1944 · 
1945 · 
1946 · 
1947 · 
1948 · 
1949 · 
1950 – 1990 · 
1991 · 
1992 · 
1993 · 
1994 · 
1995 · 
1996 · 
1997 · 
1998 · 
1999 · 
2000 · 
2001 · 
2002 · 
2003 · 
2004 · 
2005 · 
2006 · 
2007 · 
2008 · 
2009 · 
2010 · 
2011 · 
2012 · 
2013 · 
2014 · 
2015 · 
2016 · 
2017 ·
2018 ·
2019 ·
2020 ·
2021 ·
2022
Albanië ·
Andorra ·
Angola ·
Armenië ·
Azerbeidzjan ·
Bahrein ·
België ·
Bolivia ·
Bosnië en Herzegovina ·
Brazilië ·
Bulgarije ·
China ·
Cyprus ·
Denemarken ·
Duitsland ·
Engeland ·
Estland ·
Faeröer · 
Finland ·
Frankrijk ·
Georgië ·
Ghana ·
Gibraltar ·
Griekenland ·
Honduras ·
Hongarije ·
Ierland ·
IJsland ·
Israël ·
Japan ·
Kazachstan ·
Koeweit ·
Kosovo ·
Kroatië ·
Liechtenstein ·
Litouwen ·
Luxemburg ·
Malta ·
Moldavië ·
Montenegro ·
Nederland ·
Noord-Ierland ·
Noord-Korea ·
Noord-Macedonië ·
Noorwegen ·
Oekraïne ·
Oezbekistan · 
Oman ·
Oostenrijk ·
Polen ·
Portugal ·
Qatar ·
Roemenië · 
Rusland ·
San Marino ·
Saoedi-Arabië ·
Schotland ·
Slovenië ·
Slowakije ·
Spanje ·
Thailand ·
Tsjechië ·
Tunesië ·
Turkije ·
Verenigde Staten ·
Wales ·
Wit-Rusland ·
Zuid-Korea ·
Zweden ·
Zwitserland